# Film-Kurier
Der Film-Kurier war eine der einflussreichsten deutschen Filmzeitschriften und das erste deutsche Filmblatt, das täglich erschien. Die Zeitschrift wurde von Alfred Weiner gegründet und erschien, zunächst wöchentlich, von 1919 bis 1945 in Berlin.

## Inhalt
Den Schwerpunkt des zeitungsähnlich aufgemachten Blattes bildeten aktuelle Nachrichten aus dem Filmwesen, die von Berichten über Nachbargebiete wie Theater, Unterhaltung, Mode oder Sport ergänzt wurden. Die ersten beiden Seiten richteten sich mit Filmkritiken, Feuilletonartikeln, dem Spielplan der Berliner Kinos usw. an ein breites Publikum, die dritte Seite war an Fachleute adressiert und die vierte Seite enthielt Werbeanzeigen. Zeitweise gab es wöchentliche Beilagen zu Entwicklungen der Film- und Kinotechnik oder zur Filmmusik.
Zu den wichtigsten Autoren und Redakteuren des Blattes gehörten u. a. Willy Haas, Hans Feld, Ernst Jäger, Felix Henseleit und Lotte Eisner.

## Geschichte
Die erste Ausgabe des von Alfred Weiner gegründeten Filmblattes erschien am 30. Mai 1919. Aus einer illustrierten Beilage, die im Tiefdruck hergestellt wurde und so bessere Illustrationen zuließ, entstand der Illustrierte Film-Kurier, ein Filmprogrammheft zu wichtigen Filmen, das in den Kinos verkauft wurde. Die zum Teil in Millionenauflage erscheinenden, zumeist vier oder acht Seiten umfassenden Hefte des Illustrierten Filmkurier bildeten eine wichtige finanzielle Stütze des Verlags.
1933, nach der Machtergreifung der Nationalsozialisten in Deutschland, musste der bisherige Verleger Weiner das Blatt aufgrund seiner jüdischen Herkunft verlassen – er emigrierte in die Vereinigten Staaten.
1940 wurde der Film-Kurier mit der Lichtbild-Bühne und 1943 auch mit dem Blatt Der Film vereinigt. Vom Oktober 1944 an erschien er unter dem Titel Film-Nachrichten – Mitteilungsblatt für den gesamten Bereich des deutschen Filmschaffens. Am 31. März 1945 wurde das Erscheinen eingestellt.
1934 betrug die Auflage 8500 Stück und 8704 Stück im Jahre 1938. Die Zeitung liegt in einer (nicht ganz kompletten) Mikrofilm-Ausgabe vor, zu der CineGraph und Deutsche Kinemathek einen datenbankgestützten Film-Kurier-Index erarbeitet und in 24 Bänden publiziert haben.
Sammlungen einiger Ausgaben des Illustrierten Film-Kuriers liegen heute in verschiedenen deutschen Filmbibliotheken vor, unter anderem in der Hochschulbibliothek der HFF in Potsdam, im DFF – Deutsches Filminstitut & Filmmuseum in Frankfurt, in der Deutschen Kinemathek und im Filmmuseum Potsdam.